# Palatalizacija
Palatalizacija je glasovna sprememba, pri kateri se velari k, g, x v položaju pred določenimi sprednjimi vokali palatalizirajo.

### Praslovanska starejša regresivna (prva) palatalizacija velarov
Praslovanski velari (mehkonebniki) *k, *g, *x v položaju pred v jeziku takrat obstoječima sprednjima V *ī̆, *ē̆, ki sta se pojavljala v različnih sprednjih zložnikih *E1 (=*ī/*ei̯C, *i, *e, *iNC/*eNC, ē > *i, *ь, *e, *ę, *ě1), so se v psl. starejši regresivni (prvi) palatalizaciji velarov palatalizirali v šumniške palatale (trdonebnike) *č, *ž, *š:
-         psl. *k, *g, *h + *E1 (=*i1, *ь, *e, *ę, *ě1) > *č, *ž, *š [*č́, *ž́, *š́]
-         psl. *sk, *zg *E1 (=*i1, *ь, *e, *ę, *ě1) > *šč, *žǯ [*š́ǯ́, *ž́ǯ́]
Po začetku delovanja praslovanske regresivne prve palatalizacije velarov se je psl. *ě1 v položaju za psl. palatali (nastalimi po le-tej, kot tudi v položaju za psl. *j in psl. palatali nastalimi po psl. jotaciji) *č, *ž, *š, *šč, *žǯ, *t́, *d́, *ń, *ĺ, *ŕ, *j preglasil v *a: psl. *C´ě1 > *C´a:
psl. *kě1, *gě1, *xě1; *skě1,*zgě1 > *čě1, *žě1, *šě1; *ščě1, *žǯ́ě1 > *ča, *ža, *ša; *šča, *žǯ́a

### Praslovanska mlajša regresivna (druga) palatalizacija velarov
S praslovansko monoftongizacijo diftongov v istozložnem položaju (tavtosilabični poziciji) sta nastala drugotna sprednja (palatalna, trdonebna) samoglasnika *ě2, *-i2 (drugotna zato, ker sta nastala iz zaporedja nesprednji samoglasnik + drsnik), ki sta se lahko pojavljala za velari (mehkonebniki) *k, *g, *x.
To stanje je bilo z vidika težnje po zlogovni harmoniji neharmonično, posledično je na večini slovanskega ozemlja prišlo do praslovanske mlajše regresivne (druge) palatalizacije velarov, po kateri so se velari (mehkonebniki) palatalizirali v sičniške palatale (trdonebnike):
psl. *k, *g, *x + E2 (=*ě2, *-i2) > *c, * ʒ, *ś [*ć, *ʒ́, *ś]

### Praslovanska progresivna (tretja) palatalizacija velarov
Praslovanski velari (mehkonebniki) *k, *g, *x v položaju za praslovanskimi sprednjmi (palatalnimi, trdonebnimi) samoglasniki *i, *ь, *ę so se palatalizirali v sičniške palatale (trdonebnike):
psl. *E3 (=*i, *ь, *ę) + *k, *g, *x >  *c, * ʒ, *ś [*ć, *ʒ́, *ś]